# لويس فالكو
لويس فالكو (بالإنجليزية: Louis Falco)‏ هو راقص أمريكي، ولد في 2 أغسطس 1942 في نيويورك في الولايات المتحدة، وتوفي بنفس المكان في 26 مارس 1993 بسبب إيدز.

## وصلات خارجية
- الموقع الرسمي
- لويس فالكو على موقع IMDb (الإنجليزية)
- لويس فالكو على موقع قاعدة بيانات الفيلم (الإنجليزية)